# مردم کره‌ای

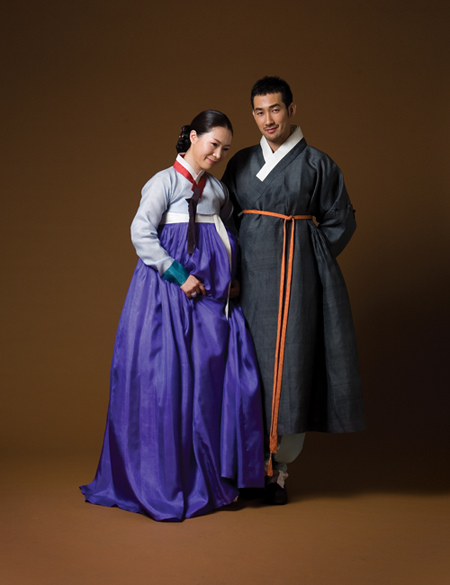
زوجی کره‌ای که هانبوک سنتی پوشیده‌اند.

مردم کره‌ای (به هانگول: 한민족; به هانجا: 韓民族; یا به صورت دیگر به هانگول: 조선민족; به هانجا: 朝鮮民族) مردم بومی شبه‌جزیرهٔ کره و سرزمین منچوری هستند. کره‌ای‌ها عموماً در شبه‌جزیرهٔ کره، که امروزه به دو دولت کرهٔ جنوبی و کرهٔ شمالی تقسیم شده‌است، زندگی می‌کنند؛ در چین، ژاپن، روسیه، ازبکستان، فیلیپین و ویتنام نیز اقلیت کره‌ای به‌طور رسمی مورد شناسایی قرار گرفته‌اند. در سراسر قرن بیستم، جمعیت درخور توجه‌ای از مردمان کره‌ای به کشورهای ایالات متحدهٔ آمریکا، کانادا و استرالیا، و به میزان کمتری به دیگر کشورها با پیش‌زمینهٔ مهاجرتی، مهاجرت کردند.

## واژه‌شناسی
کره‌ای‌های جنوبی به خود «Hangugin» یا «Hanguk saram» می‌گویند که هر دو به معنای «مردم هان» هستند. «هان» در نام‌های امپراتوری کره، «دائه‌هان جگوک»، و جمهوری کره (کره جنوبی)، «دِهان مینگوک» یا «هانگوک»، به سه پادشاهی کره اشاره دارد نه به کنفدراسیون‌های باستانی در شبه جزیره جنوبی کره. اعضای دیاسپورای کره‌ای اغلب از اصطلاح «Hanin» استفاده می‌کنند.
کره‌ای‌های شمالی به خود «Joseonin» یا «Joseon saram» می‌گویند که هر دو به معنای «مردم جوسان» هستند. این اصطلاح از چوسان، آخرین پادشاهی سلسله کره‌ای، گرفته شده است. به همین ترتیب، کره‌ای‌های چین به خود «Chaoxianzu» در چینی یا «Joseonjok» و «Joseon saram» در کره‌ای می‌گویند که همه به معنای «گروه قومی چوسون» هستند. کره‌ای‌های ژاپن به خود «Zainichi Chousenjin» یا «Chousenjin» در ژاپنی یا «Jaeil Joseonin»، «Joseon saram» یا «Joseonin» در کره‌ای می‌گویند. کره‌ای‌های ساکن روسیه و آسیای مرکزی به خود «Koryo Saram» می‌گویند که به سلسله کره‌ای «گوریو» (918 تا 1392) اشاره دارد که کلمه «کره» نیز از آن گرفته شده است.